# Ničija zemlja
Ničija zemlja (títol original en bosnià/croat/serbi; títol internacional en anglès: No Man's Land; literalment en català "Terra de ningú") és un drama bèl·lic del 2001 dirigit pel director bosnià Danis Tanović. La lloada pel·lícula antibèl·lica va recol·lectar un total de 42 premis, entre els quals destaca l'Oscar a la millor pel·lícula de parla no anglesa, i va esdevenir així una de les pel·lícules més premiades de la història del cinema bosnià i iugoslau. Els papers principals de la pel·lícula van ser interpretats per Branko Đurić, Rene Bitorajac i Filip Šovagović.

## Argument
En plena guerra de Bòsnia dos soldats bosnians i un soldat serbi s'han quedat atrapats entre els dos fronts de combat, en terra de ningú, i uns i altres no tenen més remei que aguantar-se entre ells mentre esperen en una trinxera l'arribada d'ajuda exterior.
Un dels soldats bosnians, Cera, s'adona en despertar-se que jau al damunt d'una mina de la qual no pot separar-se per por que no esclati de sobte si el pes del seu cos és enretirat. Ostensiblement soldats serbis, que l'havien pres per mort, l'han utilitzat com esquer per preparar una trampa mortal a qui vulgui enretirar el seu cos.
La tensa situació entre els soldats enemics es relaxa provisionalment en veure's tots dos obligats a cooperar per ajudar en Cera, que amenaça de deixar explotar la mina si intenten deixar-lo abandonat.
Finalment, els cascs blaus de la UNPROFOR arriben i, pressionats pels periodistes, posen a disposició d'en Cera un expert en mines per tal de resoldre una difícil situació de la qual inicialment havien decidit de desentendre-se'n.
Quan l'expert en mines dictamina que és impossible de desactivar la bomba, els cascs blaus ordenen evacuar la trinxera alhora que, per rentar-se la cara davant la premsa, escenifiquen un fals rescat del soldat bosnià, el qual a ulls dels periodistes és heroicament evacuat per un helicòpter de l'UNPROFOR. La crua realitat de la trinxera amaga no obstant la ineptitud i l'estrepitós fracàs de la missió de les tropes de l'ONU, les quals no poden evitar la mort del soldat serbi, el qual és assassinat pel bosnià abans que aquest sigui alhora abatut a trets pels cascs blaus francesos. El destí d'en Cera, que resta abandonat sobre la mina quan el sol ja es pon, no és pas més prometedor.

## Repartiment
- Branko Đurić: Ciki
- Rene Bitorajac: Nino
- Filip Šovagović: Cera
- Georges Siatidis: Marchand
- Serge-Henri Valcke: Dubois
- Sacha Kremer: Michel
- Simon Callow: Soft
- Katrin Cartlidge: Jane Livingstone

## Premis i nominacions
Ničija zemlja va guanyar l'Oscar a la millor pel·lícula de parla no anglesa de la gala del 2002, imposant-se sobre Amélie de Jean-Pierre Jeunet. També en els premis Globus d'Or i Premis Satellite Ničija zemlja va triomfar en la mateixa categoria.
Al Festival de Canes de 2001 Ničija zemlja va guanyar a la categoria de millor guió.
Al Festival de Cinema Croat de Motovun Ničija zemlja es va emportar el premi de la FIPRESCI, i tant al Festival Internacional de Cinema de Rotterdam com al Festival Internacional de Cinema de Sant Sebastià va guanyar el premi del públic. Al Festival de Cinema de Sarajevo Ničija zemlja va guanyar el premi al millor director novell i també el premi del públic.
Pel que fa a l'entrega dels premis de cinema francès César Ničija zemlja va guanyar el premi a la millor pel·lícula debutant i va ser nominat a la categoria de millor guió. Als Premis David di Donatello, va obtenir una nominació a la categoria de Millor pel·lícula estrangera. Als Premis de Cinema Europeu Ničija zemlja va guanyar en la categoria de millor guió i Branko Đurić va obtenir una nominació al millor actor.